# Париевка (Ильинецкий район)
Париевка (укр. Паріївка) — село на Украине, находится в Ильинецком районе Винницкой области.
Код КОАТУУ — 0521285703. Население по переписи 2001 года составляет 600 человек. Почтовый индекс — 22726. Телефонный код — 4345.
Занимает площадь 1,34 км².

## Адрес местного совета
22726, Винницкая область, Иллинецкий р-н, с.Париевка, ул.Схидна, 10